# Matiaška
Matiaška je obec na Slovensku v okrese Vranov nad Topľou. Žije zde 290 obyvatel.

## Poloha
Obec se nachází v jižní části Nízkých Beskyd v Ondavské vrchovině, na Volianském potoce při soutoku s Bžanským a Porubským potokem, v povodí řeky Topľa. V obci vyvěrá sirný pramen Vajcovka. Převážně zalesněné území je mírně členité s nadmořskou výškou v rozmezí 220–400 m, střed obce leží ve výšce 222 m n. m.
Obec je vzdálena 8 km od Hanušovců nad Topľou a 30 km od Vranova nad Topľou.

### Sousední obce
Sousedními obcemi jsou na severu Ruská Voľa, na severovýchodě Bžany, na východě a jihovýchodě Vavrinec, na jihu a jihozápadě Remeniny a na západě Prosačov a Kobylnice.

## Historie
První písemná zmínka o obci pochází z roku 1363 jako Mateugasa, další historické názvy jsou Matyáska z roku 1773 a Matyáschka z roku 1786, od roku 1948 Matiaška. Obec vznikla na vyklučené lesní mýtině, byla založena podle zákupního práva a náležela panství Čičava. V roce 1715 bylo v Matiašce 13 osad. V roce 1740 je uváděna řeckokatolická škola, ale kostel až v roce 1773.
V roce 1787 v obci žilo ve 42 domech 348 obyvatel a v roce 1928 žilo 377 obyvatel v 55 domech. Jejich hlavní obživou bylo zemědělství a práce v lese.
V průběhu druhé světové války v okolí obce operovala partyzánská brigáda Čapajev.

## Znak
Mluvící znak vychází z ikonostasu řeckokatolického chrámu svatého Demetera. Grafickou podobu erbu vypracovala akademická malířka Anna Gregorová.
Blason: ve stříbrném štítu stříbrný, zlatě nimbovaný, zlatě obutý a zlatým mečem opásaný  římský voják – svatý Demeter – v zeleném šatu a dlouhém červeném plášti. Pravou rukou drží na prsou malý zlatý kříž a v levé ruce zlaté kopí.

## Památky
- Řeckokatolický chrám svatého Demetera z roku 1773 Náleží řeckokatolickou farnost Matiaška archeparchie prešovské.[8] Chrám je jednolodní barokně-klasicistní stavba s polygonálním zakončením kněžiště, bočními kaplemi a mohutnou představenou věží v západním průčelí. V letech 1925 a 1987 byl restaurován. Interiér je zaklenut českými plackami, boční kaple mají půlkruhový půdorys. Vybavení chrámu pochází z konce 19. století. Fasády člení půlkruhová okna s lambrekýny v parapetu a obloukovité šambrány s klenákem. Věž s okosenými nárožními je zakončena barokní báni s lucernou.[9] Chrám je kulturní památkou Slovenska.[10]

- Pomník brigády Čapajev je pomník se sochou lesního dělníka v nadživotní velikosti ve stylu socialistického realismu, zhotovený z račianského vápence, z roku 1982. Autory jsou architekt Juraj Osvald a akademický sochař Ladislav Šichman.[11] Památník je kulturní památkou Slovenska.[10]

## Galerie

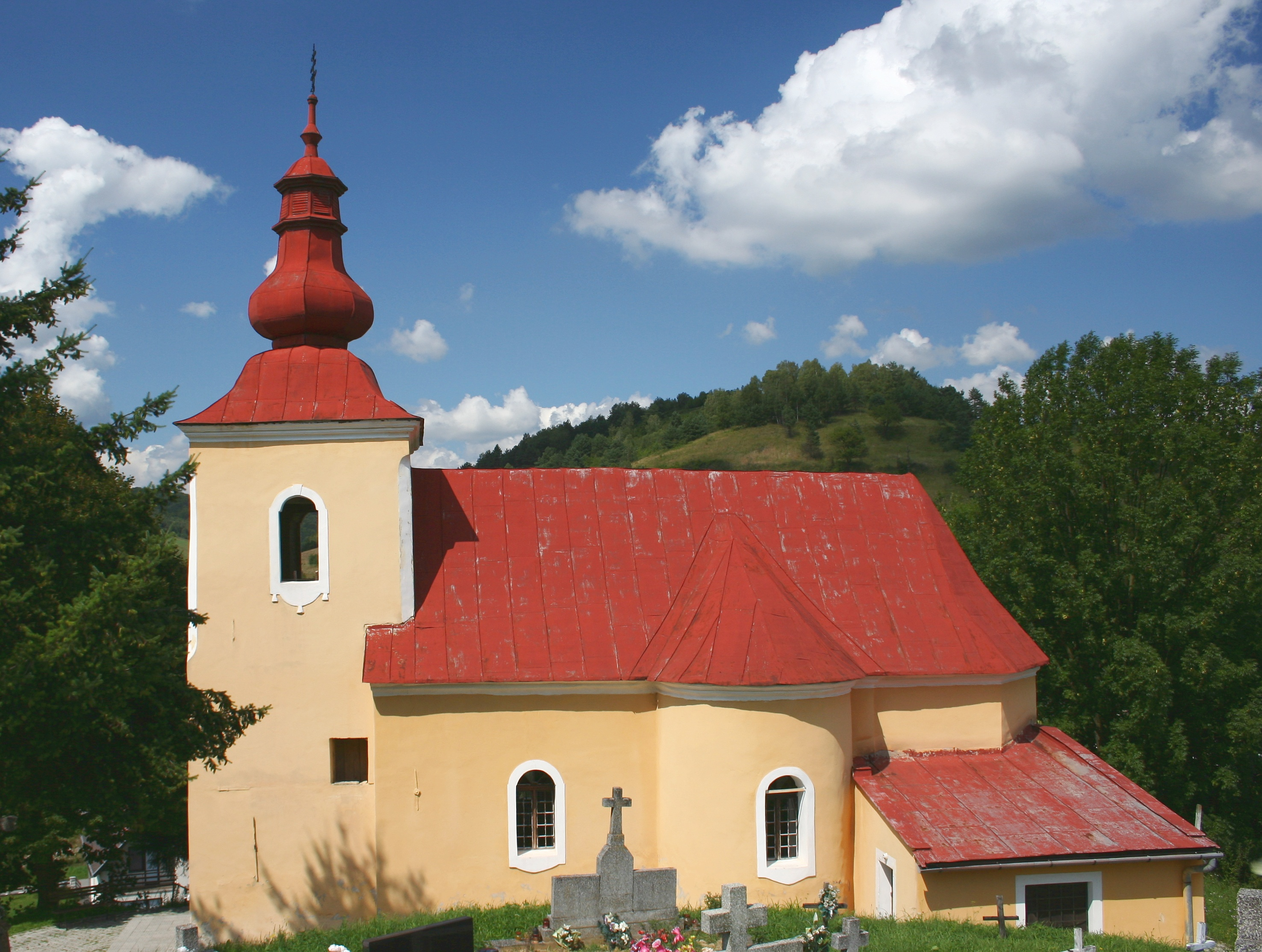
Chrám svatého Demetera z roku 1773
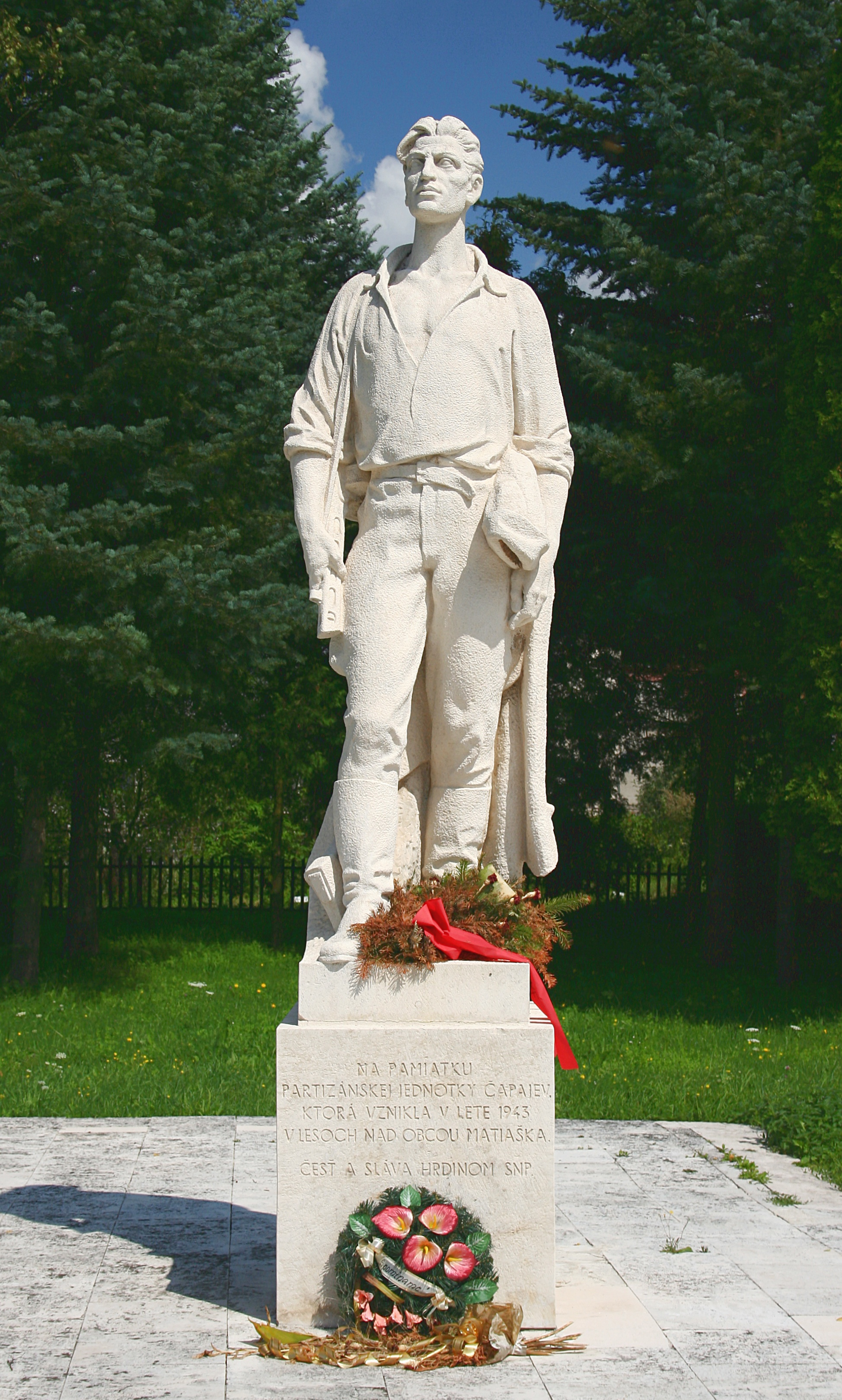
Pomník
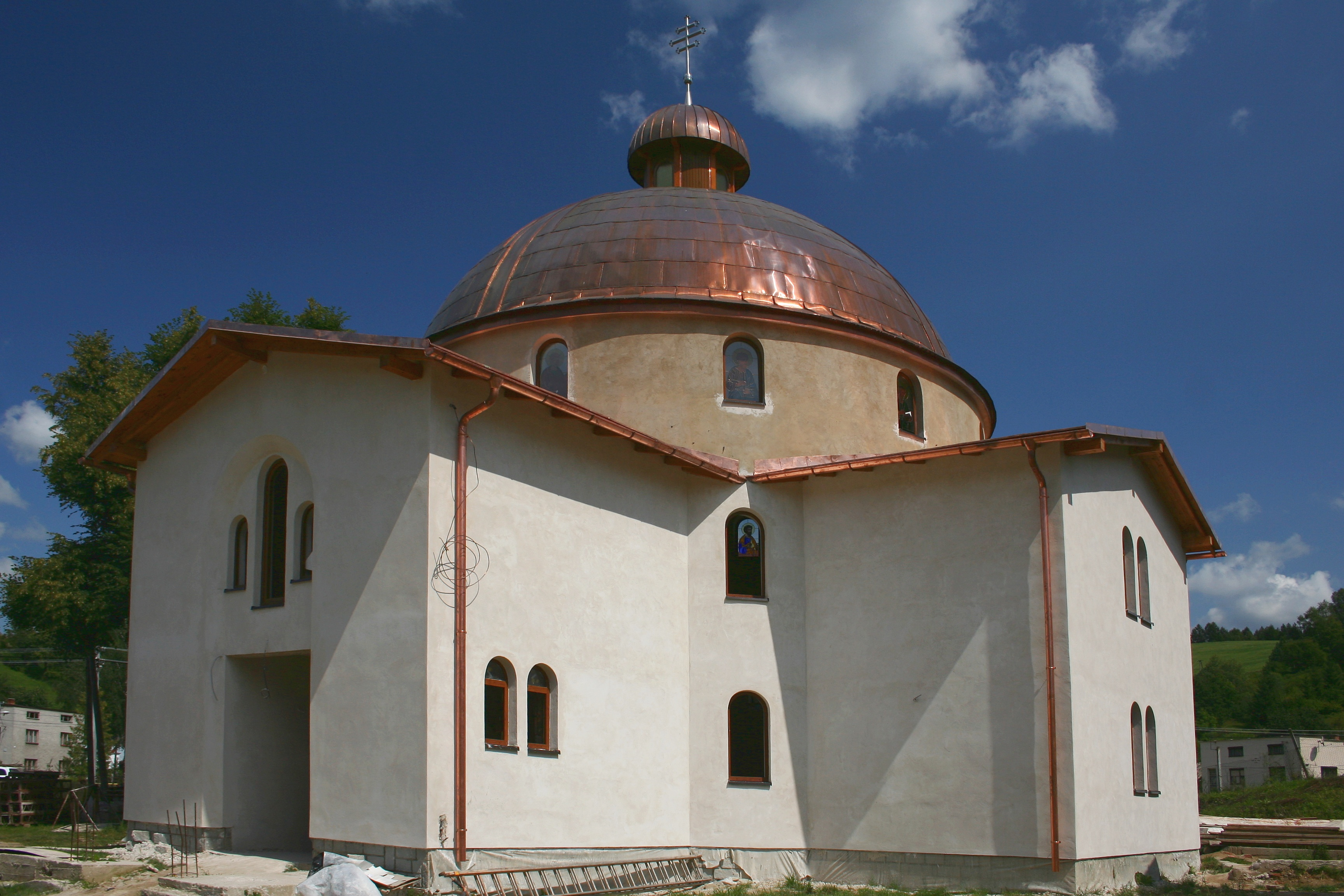
Nový chrám svatého Demetera